# Qian Hong (bádminton)
Qian Hong (en chino: 钱虹; Jiangsu, 13 de junio de 1976) es una deportista china que compitió en bádminton. Ganó una medalla de bronce en el Campeonato Mundial de Bádminton de 1997, en la prueba de dobles.

## Palmarés internacional
| Campeonato Mundial | Campeonato Mundial    | Campeonato Mundial | Campeonato Mundial |
| Año                | Lugar                 | Medalla            | Prueba             |
| ------------------ | --------------------- | ------------------ | ------------------ |
| 1997               | Glasgow (Reino Unido) | Medalla de bronce  | Dobles             |